# Vik (Simrishamns kommun)
 For alternative betydninger, se Vik (flertydig). (Se også artikler, som begynder med Vik)
Vik (dansk: Vig) er en by og et fiskerleje i Simrishamns kommun i Skåne län, Sverige, beliggende i Österlen ca. 7 km nord for Simrishamn ved Riksväg 9.
Vik ligger på en smal strandstrimmel neden for de høje sandbakker, omgivet af frugtplantager. Her har der boet mennesker siden den ældre stenalder[kilde mangler].
I 1920'erne var det et yndet tilholdssted for kunstnere. En forfatter, der ofte kom der, var Gabriel Jönsson og kunstnere som
Holger Almqvist, Björn Hallström, Lennart Jönsson, Rolf Swedberg, Louise Peyron, Eva Eneroth, C O Hultén, Hugo Zuhr, Fritz Kärfve, Hans Osvald Larsson, Ben Nicholson og Willie Weberg kom der også. I dag bor kun kunstnerne Torsten Erasmie og Karin Sverenius Holm på stedet.
Gabriel Jönsson beskrev fiskelejet i 1924 således: "Hade jag inte haft mitt hjärta förankrat på en annan oansenlig ort, skulle jag förtöja det i Vik – - -. Så sandigt, så stenigt, så armt och fattigt och fränt i vardagslag, har bara det råd att vara längst nere på kistbotten har en skönhet som ingen sommarliggare eller 'artister' kunna komma åt. Ska vi kunna förstå Vik, då ska ni ha stått i en storbåt i sill till stövelknagen, medan händerna bränna som eld av de röda maneternas gift och ett vått storsegel slår er på käften. Då får man förstånd på skönheten hos Vik".
55°36′47″N 14°17′19″Ø / 55.613018°N 14.288715°Ø